# Stationär motor

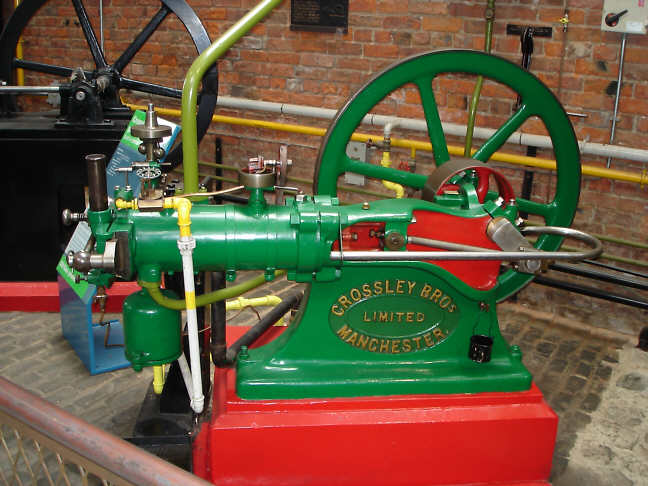
En äldre stationär motor

Stationär motor ibland även benämnd Industrimotorer används i anläggningsmaskiner, jord- och skogsbruksmaskiner, generatoraggregat och så vidare. De används ofta också till t ex pumpar och liknande. Motorerna är ofta konstruerade för drift vid specifikt varvtal, ofta med stabilare blockkonstruktion.